# Voetbalkampioenschap van Midden-Elbe 1909/10
In 1909/10 werd het vijfde voetbalkampioenschap van Midden-Elbe gespeeld, dat georganiseerd werd door de Midden-Duitse voetbalbond. FuCC Cricket-Viktoria 1897 Magdeburg werd kampioen en doorbrak hiermee de hegemonie van Viktoria 1896. De club plaatste zich voor de Midden-Duitse eindronde. De club versloeg FC Carl Zeiss Jena en verloor in de tweede ronde van SC Erfurt 1895. Voor het eerst dook met Preußen Burg een club buiten Maagdenburg op in de competitie. 

## 1. Klasse
| Plaats | Club                                 | Wed. | W | G | V | Saldo | Ptn. |
| ------ | ------------------------------------ | ---- | - | - | - | ----- | ---- |
| 1.     | FuCC Cricket-Viktoria 1897 Magdeburg | 9    | 6 | 2 | 1 | 37:9  | 14:4 |
| 2.     | Magdeburger SC Germania 1898         | 9    | 5 | 3 | 1 | 45:14 | 13:5 |
| 3.     | Magdeburger FC Viktoria 1896         | 10   | 5 | 2 | 3 | 33:17 | 12:8 |
| 4.     | Magdeburger SC 1900                  | 7    | 1 | 4 | 2 | 9:10  | 6:8  |
| 5.     | BFC Preußen 1902 Burg                | 7    | 1 | 1 | 5 | 10:41 | 3:11 |
| 6.     | FC Weitstoß 1898 Magdeburg           | 6    | 0 | 0 | 6 | 7:50  | 0:12 |

|  | Kampioen, geplaatst voor Midden-Duitse eindronde |
|  | Deelname promotie-degradatie play-off            |

## Promotie-degradatie play-off
|              |                            |       |                      |  |
| 18 juni 1910 | FC Weitstoß 1898 Magdeburg | 0 – 7 | MFC Viktoria 1896 II |  |
| 18 juni 1910 |                            |       |                      |  |

Hoewel het tweede elftal van MFC Viktoria 1896 niet kon promoveren moest Weitstoß na dit verlies wel degraderen en werd de competitie in 1910/11 met een club minder gespeeld.